# The Matrix Revolutions: Music From The Motion Picture
The Matrix Revolutions: Music From The Motion Picture es la banda sonora de la película The Matrix Revolutions, publicada en 2003. De esta película solo se publicó la banda sonora y no, como ocurrió con las anteriores, un disco con canciones no originales, pero que aparecían en la película.

## Lista de pistas
1. "The Matrix Revolutions Main Title" de Don Davis – 1:21
2. "The Trainman Cometh" de Juno Reactor & Don Davis – 2:43
3. "Tetsujin" de Juno Reactor & Don Davis – 3:21
4. "In My Head" de Pale 3 – 3:46
5. "The Road to Sourceville" de Don Davis – 1:25
6. "Men in Metal" de Don Davis – 2:18
7. "Níobe's Run" de Don Davis – 2:48
8. "Woman Can Drive" de Don Davis – 2:41
9. "Moribund Mifune" de Don Davis – 3:47
10. "Kidfriend" de Don Davis – 4:49
11. "Saw Bitch Workhorse" de Don Davis – 3:59
12. "Trinity Definitely" de Don Davis – 4:15
13. "Neodämmerung" de Don Davis – 5:59
14. "Why, Mr Anderson?" de Don Davis – 6:10
15. "Spirit of The Universe" de Don Davis – 4:51
16. "Navras" de Juno Reactor vs Don Davis – 9:08